# Phaonia neglecta
Phaonia neglecta este o specie de muște din genul Phaonia, familia Muscidae, descrisă de Huckett în anul 1966. Conform Catalogue of Life specia Phaonia neglecta nu are subspecii cunoscute.